# جائزة محمد بن راشد آل مكتوم للمعرفة
جائزة محمد بن راشد آل مكتوم للمعرفة جائزة إماراتية معنية بتكريم المساهمات في إنتاج ونشر المعرفة. أطلقت في عام 2015 على يد حاكم إمارة دبي محمد بن راشد آل مكتوم، وتشرف عليها مؤسسة محمد بن راشد آل مكتوم. تجري فعاليات الجائزة في ديسمبر من كل عام، بدءًا من دورتها الأولى في عام 2016. تهتم الجائزة بمجالات المعرفة والتنمية والابتكار، وتكنولوجيا الاتصالات والنشر الورقي والإلكتروني، وتطوير المؤسسات التعليمية. تصل قيمتها إلى مليون دولار، وتمنح للمؤسسات والأفراد من داخل الإمارات وخارجها.

## أهداف الجائزة
من أبرز أهداف الجائزة:
- تشجيع المعنيين والعاملين في مجال المعرفة
- تشجيع الأوساط المعرفية والعلمية إلى متابعة البحث والإبداع لمعالجة التحديات العالمية الناشئة بحلول مبتكرة
- المشاركة في إنشاء بيئة محفزة لإنتاج المعرفة وتبادلها بين مختلف الأطراف المعنية
- المساهمة في بناء اقتصاد المعرفة على المستوى المحلي والإقليمي والدولي.
- تعميق الثقافة المعرفية، والحفاظ على على المُنجزات الفكرية والإبداعية.

## مجلس أمناء الجائزة
تم تشكيل مجلس أمناء "جائزة محمد بن راشد آل مكتوم للمعرفة" في 2016 لمدة ثلاث سنوات يمكن تجديدها:
برئاسة الشيخ أحمد بن محمد بن راشد آل مكتوم، وعضوية كل من:
- جمال خلفان بن حويرب، نائباً للرئيس وأميناً عاماً للجائزة
- ممثل عن جامعة الإمارات العربية المتحدة
- ممثل عن جامعة القاهرة
- ممثل عن جامعة نانيانغ التكنولوجية
- ممثل عن جامعة أكسفورد
- ممثل عن ناشيونال جيوغرافيك

## الترشح للجائزة
يحق للأفراد المبدعين والمبتكرين من كافة أنحاء العالم الترشح للجائزة. كما يحق للجهات الحكومية والشركات والمؤسَّسات والجمعيات والهيئات والمنظمات المحلية والإقليمية والدولية بالتقدم للترشح.

## الفائزون بالجائزة
- عام 2014

تقاسم الجائزة كل من:
- السير تيم بيرنرز لي، مخترع شبكة الإنترنت العالمية
- جيمي ويلز، مؤسِّس موسوعة ويكيبيديا
- عام 2015

حصد الجائزة كل من:
- البروفيسور هيروشي إشيغورو، عالم ومطور لأجهزة الاستشعار والروبوتات المتفاعلة،
- أحمد الشقيري، إعلامي مؤثِّر ومحفز للشباب العربي
- «منظمة ناشيونال جيوغرافيك»،
- عام 2016

حصد الجائزة كل من
- ميلندا غيتس شاركت في تأسيس «مؤسَّسة بيل وميلندا غيتس» الخيرية
- «مصدر»، الشركة الرائدة في الطاقة المتجددة والتقنيات النظيفة،
- مؤسَّسة الفكر العربي، وهي منظَّمة دولية مستقلة غير حكومية تعنى بالمعرفة
- عام 2017

حصد الجائزة كل من
- الدكتورة ويندي كوب، مؤسِّسة «علِّم لأجل أميركا»
- الدكتور هيروشي كومي ياما، مؤسِّس شبكة «المجتمع البلاتيني»
- مؤسَّسة «مسك» الخيرية.
- عام 2018

حصد الجائزة كل من
- المكتبة الرقمية السعودية
- مؤسَّسة مجدي يعقوب لأبحاث القلب
- معهد التعليم الدولي
- مؤسَّسة أميرسي.
- عام 2019

نال الجائزة كل من
- هينريك فون شيل، مؤسّس الجيل الرابع للصناعة
- «أرامكو السعودية»،
- المعهد الوطني للتعليم في سنغافورة.
- عام 2022

نال الجائزة كل من
- الدكتور تشانغ يونغشن
- الدكتور درو وايزمان
- الدكتورة كاتالين كاريكو.
- مؤتمر «لينداو للفائزين بجائزة نوبل»
- مشروع الإمارات لاستكشاف المريخ «مسبار الأمل»

وقد فاز كل من الدكتور درو وايزمان والدكتورة كاتالين كاريكو. بجائزة نوبل في الطب لعام 2023 بعد أشهر من تكريمهما ونيلهما لجائزة محمد بن راشد للمعرفة مايعزز التزام المؤسسة بالمعايير الصحيحة في اختيار الفائزين
- عام 2024
 نال الجائزة كل من[16][17]
- جمعة الماجد، رجل الأعمال الإماراتي ورائد الفكر والعمل الخيري
- الدكتور أحمد عيد المهيري عالم الفيزياء الإماراتي والباحث المتخصص في الفيزياء النظرية
- الدكتور أندرو نج يان تاك رائد الذكاء الاصطناعي رئيس مجلس الإدارة والمؤسِّس المشارك لمنصة كورسيرا
- الدكتور ديفيد إم كلارك البروفيسور الفخري في علم النفس التجريبي والدكتورة أنكه إيلرز أستاذة علم الأمراض النفسية التجريبية

## روابط خارجية
الموقع الرسمي الخاص بجائزة مجمد بن راشد للمعرفة